# Cabaceiras do Paraguaçu
Cabaceiras do Paraguaçu – miasto i gmina w Brazylii, w stanie Bahia. Znajduje się w mezoregionie Metropolitana de Salvador i mikroregionie Santo Antônio de Jesus.